# Lutra
Lutra je rod vidri koji obuhvaća tri vrste. Pripadnice roda jesu euroazijska riječna vidra (Lutra lutra), te vrste dlakava vidra (Lutra sumatrana)  i japanska vidra Lutra nippon Imaizumi and Yoshiyuki, 1989.

## Izgled
Pripadnice ovog roda imaju izdužena i vitka tijela, s kratkim udovima i snažnim mišićavim repom. Glava je okrugla, a njuška zbijena; malene uši i nosnice moguće je zatvoriti tijekom boravka pod vodom. Njihovo je gusto, vodootporno krzno smeđe boje, dok su trbuh i donji dijelovi tijela obično svjetlije obojeni. Vrat može biti bjelkaste boje. Ove životinje dosegnu dužinu tijela od 50 do 82 centimetra, dužinu repa od 33 do 50 centimetara, te težinu od 5 do 14 kilograma. Mužjaci su obično teži od ženki.
Ove su životinje u prirodnom staništu ovisne o blizini vode. Većina obitava u slatkovodnim vodama, te rjeđe u pritocima rijeka ili obalama mora. Mogu biti dnevne ili noćne životinje, no obično se hrane tijekom noći. Tijekom dana, skrivaju se u svojim nastambama. Odlični su plivači i ronioci.
Njihova se hrana sastoji od vodenih ptica i malenih sisavaca, žaba, riba, rakova i školjkaša.

## Drugi projekti
|  | Zajednički poslužitelj ima stranicu o temi Lutra |
|  | Wikivrste imaju podatke o taksonu Lutri          |